# Turnu Măgurele

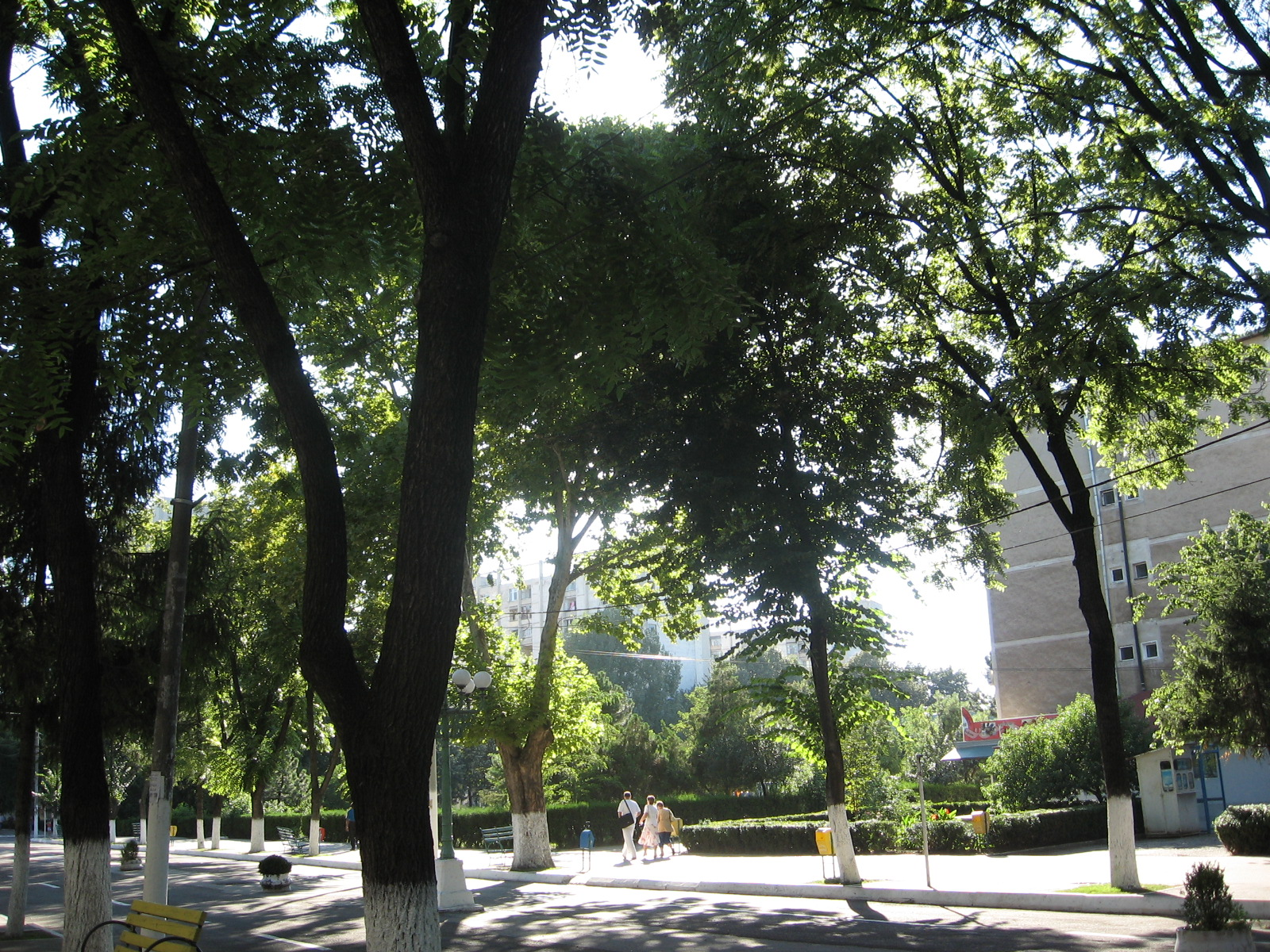
Sétány Turnu Măgureleben

Turnu Măgurele (magyarul: Kisnikápoly) város Romániában, Teleorman megyében. Bukaresttől kb. 125 km távolságra délnyugatra fekszik, a bolgár határon, a Duna bal partján. A várostól 2 kilométerre délnyugatra van az Olt torkolata. A Duna túlpartján Nikápoly bulgáriai város van vele szemben. 2002-ben 30 187 lakosa volt.

## Története
Fennmaradtak annak a római kori hídnak a maradványai, amelyet Nagy Konstantin császár építtetett 330-ban. A város nevének jelentése hegyi torony és arra a toronyra vonatkozik, amely egy védelmi fal része volt a bizánci I. Iusztinianosz idejéből. A fal romjai ma is láthatóak.
A város 1417-1829 között török uralom alatt volt. Az 1848-as forradalomnak itt volt a kiindulópontja: a városhoz tartozó Islaz faluban adták ki a nevezetes islazi kiáltványt.

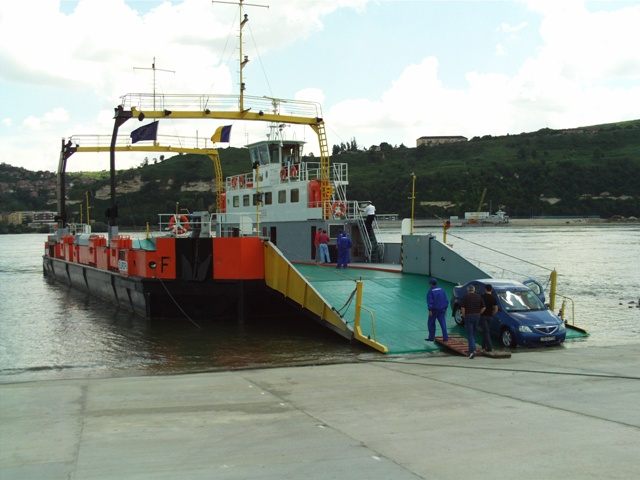
Komp

## Közlekedés
2010-ben adták át Bojko Boriszov és Emil Boc miniszterelnökök a Nikápoly és Turnu Măgurele között közlekedő kompot. A 10 millió eurós beruházás eredményeképpen a két kompkikötő közötti távot 8–15 perc alatt teszik meg a komphajók. Egy 2013-as Világbank-tanulmány szerint ez lenne az optimális hely a Románia és Bulgária közötti harmadik Duna-híd számára.